# Іоасаф Лазаревич
Іоасаф Лазаревич (*рік народження невідомий — †10 листопада 1701) — релігійний діяч доби Гетьманщини, єпископ Відомства православного сповідання Російської імперії з титулом «митрополит Ростовський і Ярославський», архімандрит Чудова монастиря в Москві.
Випускник Києво-Могилянської академії.

## Біографія
Відомо, що майбутній митрополит Ростовський народився на Гетьманщині, був українцем та навчався в Києво-Могилянській академії. Після завершення навчання емігрував на Московщину - він був одним із перших емігрантів-українців, які зробили високу духовну кар'єру у цій країні. Можливо, його біографія якось пов'язана із Гетьманом України Іоанном Мазепою, який тоді ж був обраний на очільника Гетьманщини і мав величезний уплив у Москві. Принаймні, призначення українця Іосафа  1688 архімандритом Чудова монастиря в Москві виглядає політичним кроком.
5 липня 1691 хіротонізований на єпископа Ростовського і Ярославського із зведенням у сан митрополита. Під його опікою - центральні землі Московщини, ще населені фіно-угорськими народами.
Був відомий «особенною ревностью к церковному благольпію», продовжив діяльність попереднього митрополита Іони Сисоєвича з будівництва та оздоблення храмів. За десять років правління ростовської кафедрою при митрополиті Іоасафі було написано величезну кількість ікон і створено багато дорогоцінного церковного начиння. Процвітання Ростовського кремля припинилося з його смертю, так як після реформ Петра I збідніла архієрейської скарбниця.
Іоасаф помер 10 листопада 1701 і був похований в Ростовському кафедральному соборі. На його місце призначено наступного українця - Дмитра Туптала (Ростовського), близького сподвижника Гетьмана Іоанна Мазепи.